# جانيس مكافري
جانيس مكافري هي منافسة ألعاب القوى كندية، ولدت في 20 أكتوبر 1959 في Etobicoke ‏ في كندا.

## وصلات خارجية
- جانيس مكافري على موقع الاتحاد الدولي لألعاب القوى (الإنجليزية)
- جانيس مكافري على موقع الاتحاد الكندي لألعاب القوى (الإنجليزية)
- جانيس مكافري على موقع اللجنة الأولمبية الدولية (الإنجليزية)
- جانيس مكافري على موقع أوليمبيديا (الإنجليزية)
- جانيس مكافري على موقع اللجنة الأولمبية الكندية (الإنجليزية)
- جانيس مكافري على موقع اتحاد ألعاب الكومنولث (مؤرشف) (الإنجليزية)